# Spectrum (functionaalanalyse)
In de functionaalanalyse, een deelgebied van de wiskunde, is het concept van het spectrum van een begrensde operator een veralgemening van het concept van de eigenwaarden voor matrices. In het bijzonder zegt men dat een complex getal {\displaystyle \lambda } in het spectrum van een begrensde lineaire operator {\displaystyle T} ligt, als {\displaystyle \lambda I-T} niet inverteerbaar is, waar {\displaystyle I} de identiteitsoperator is.
Voor niet noodzakelijk begrensde lineaire operatoren {\displaystyle T} (in een topologische vectorruimte, bijvoorbeeld in de Hilbertruimte {\displaystyle L^{2}({\mathbb {R} }^{n})}) bestaat het spectrum uit alle complexe getallen {\displaystyle \lambda } waarvoor {\displaystyle \lambda I-T} geen continue inverse heeft. Deze veralgemening tot onbegrensde operatoren is belangrijk omdat de energie-operator van een deeltje in de niet-relativistische kwantummechanica in bijna alle modellen een kinetische energieterm heeft die een differentiaaloperator is, dus onbegrensd.
De studie van spectra en de daaraan gerelateerde eigenschappen staat bekend als de spectraaltheorie. De spectraaltheorie heeft tal van toepassingen, met name in de wiskundige formulering van de kwantummechanica.